# Robledo del Mazo
Robledo del Mazo es un municipio y localidad española de la provincia de Toledo, en la comunidad autónoma de Castilla-La Mancha. El término municipal, con una población de 252 habitantes (INE 2024), incluye además del núcleo de población del mismo nombre a las pedanías o anejos de Las Hunfrías, Robledillo, Navaltoril y Piedraescrita.

## Geografía
Esta localidad se ubica en la zona occidental de los Montes de Toledo, gozando de una gran riqueza natural y paisajística. El municipio está atravesado por el río Gévalo, en cuyo valle se ubican la mayor parte de las pedanías -Robledillo y Navaltoril se encuentran enclavados sobre cerros-. Otros cursos de agua son el arroyo del Endrino y la garganta de las Lanchas; esta última forma en su descenso de la montaña hasta seis saltos de agua, que reciben el nombre de Las Chorreras y ha sido protegida por el gobierno de Castilla-La Mancha, dentro del apartado de flora amenazada, constituyéndose en una "microrreserva natural" por contar con especies vegetales únicas en estas latitudes y propias de otros climas o de la época terciaria. La altitud media de este municipio es de unos 750 m sobre el nivel del mar, alcanzándose los 1150 m en cumbres como el Risco de la Atalaya o del Atalayón. Valle afectado por un incendio en Sevilleja, junto a Las Hunfrías, en 2022.
Los habitantes de las pedanías suelen referirse a la zona como "Valle del Gévalo", otorgándola un carácter de comarca de forma implícita. La zona se ha convertido en los últimos años en un reclamo para los senderistas.

## Historia
Documentos del siglo XVI recogen la fundación de este caserío dos siglos antes, por un grupo de vaqueros y colmeneros (apicultores) que compraron a Talavera de la Reina una zona poblada de encinas y robles en la que se establecieron.
El toponímico "del Mazo" provendría de un artilugio que estos primeros productores de miel idearon para ahuyentar a los osos que acudían al reclamo de la miel: este consistía en un gran mazo movido por el agua del arroyo del Endrino, que producía un fuerte sonido rítmico.
En la pedanía de Piedraescrita, que parece ser más antigua que Robledo, se ubica un templo del siglo XII y estilo mudéjar, la ermita de Nuestra Señora de Piedraescrita. Cuenta con tres naves, con acceso por la cara norte y un ábside. En el interior existe azulejería renacentista talaverana, frescos románicos y barrocos, una pila bautismal posiblemente paleocristiana y un Cristo Crucificado barroco.
Piedraescrita cuenta con bastantes leyendas aludiendo a su fundación y su nombre. La web de la Diputación Provincial se hace eco de algunas de las que parecen más documentadas: origen en el siglo XII, ligado a los caballeros templarios
A mediados del siglo XIX, el lugar contaba, incluyendo sus alquería, con una población censada de 167 habitantes. La localidad aparece descrita en el decimotercer volumen del Diccionario geográfico-estadístico-histórico de España y sus posesiones de Ultramar de Pascual Madoz de la siguiente manera:

ROBLEDO DEL MAZO: l. á cuyo ayunt. están agregadas las alq. de Piedraescrita, Robledillo, Navaltoril y las Onfrias, en la prov. y dióc de Toledo (16 leg.), part. jud. del Puente del Arzobispo (7), aud. terr. de Madrid (28), c g. de Castilla la Nueva. sit. entre sierras á las inmediaciones del r. Gébalo, es de clima templado, reinan los vientos N. y O., y se padecen catarrales. Tiene 70 casas, igl. parr. (La Encarnacion) con curato de entrada y provision ordinaria, de la que es anejo el barrio de las Onfrias, y á su inmediacion el cementerio. Se surte de aguas potables en una fuente en la hera del pueblo, que las tiene delgadas y de buen sabor. Confina el térm. por N. con los de Torrecilla y Alcaudete de la Jara; E. Navalucillos; S. Anchuras (Ciudad-Real), y O. Sevilleja: estendiéndose 2 leg. de N. á S., lo mismo de E. á O. y comprende numerosos montes de roble encina y quejigo, con infinitos matorrales de jara, madroño, brezo y otros. Le baña el r. Gébalo: el terreno es todo de sierras, enumerándose las de las Lanchas, de la Pared, del Endrino, de los Morros, Hiruela, Garganta y otras, que le constituyen áspero y de ínfima calidad. Los caminos, vecinales y fragosos: el correo se recibe en Talavera de la Reina, por propio, cada 8 dias. prod.: trigo, centeno, patatas; se mantiene ganado cabrio, lanar, vacuno y de cerda, y se cria abundante caza de todas clases. pobl., riqueza y contr., con inclusion de las alq. que componen el ayunt.; 50 vec, 167 almas. cap. prod.: 166,587 rs. imp.: 4,426. contr.: segum el cálculo oficial de la prov. 74'48 por 100. presupuesto municipal 3,000, del que se pagan 1,460 al secretario por su dotacion y se cubre, con el producto de los carboneos v repartimiento vecinal. Este pueblo corresponde al térm. de la Jara (V.).
(Madoz, 1849, pp. 525-526)

## Demografía
Cuenta con una población de 252 habitantes (INE 2024).
| Gráfica de evolución demográfica de Robledo del Mazo entre 1842 y 2021                                                |
| |
| Población de derecho según los censos de población del INE. Población de hecho según los censos de población del INE. |

Esta zona ha sufrido un notable éxodo rural. Sin embargo, cabe mencionar que este número se multiplica durante los fines de semana y los meses de verano.